# Foniatria
Foniatria (gr. fóné „głos”, iatros „lekarz”) – nauka o wydawaniu dźwięków do środowiska przez człowieka, tzw. fonacji, jej zaburzeniach i leczeniu. Jako dziedzina medycyny jest działem otorynolaryngologii, zajmującym się rozpoznawaniem i leczeniem chorób narządów głosu i mowy oraz połykania. Za prekursora foniatrii uznaje się Hermanna Gutzmanna (1865–1922), który pierwotnie określał ją jako Sprach- und Stimmheilkunde („nauka o leczeniu zaburzeń mowy i głosu”). W Polsce funkcjonuje w ramach specjalizacji lekarskiej audiologii i foniatrii trwającej 5 lat (2 lata modułu podstawowego z otorynolaryngologii i 3 lata modułu specjalistycznego z audiologii i foniatrii). Konsultantem krajowym audiologii i foniatrii od 21 czerwca 2017 roku jest prof. dr hab. n. med. Mariola Elżbieta Śliwińska-Kowalska.